# Giovanni Gandini
Giovanni Gandini (Milano, 14 ottobre 1929 – Milano, 18 febbraio 2006) è stato un editore, scrittore e disegnatore italiano, conosciuto soprattutto per essere il fondatore della rivista Linus.

## Biografia
A metà degli anni sessanta, Gandini importò dagli Stati Uniti d'America i celeberrimi Peanuts, aprendo un mondo di slogan, battute e tormentoni, con i quali Charlie Brown, il bracchetto Snoopy, la saccente Lucy e il timido Linus, con la sua immancabile coperta, esprimevano disagi e incertezze di una generazione. Il giornale era edito dalla casa editrice Milano Libri, nata dall'omonima libreria gestita dalla moglie di Gandini, Anna Maria Gregorietti.
Oltre ai fumetti di Charles M. Schulz, Linus aprì alla controcultura americana ma anche al surrealismo latino, da Fernando Arrabal a Roland Topor passando per Copi. Ma sulla «rivista dei fumetti e dell'illustrazione» (il sottotitolo di Linus), comparvero anche Valentina di Guido Crepax, Pogo, Krazy Kat, B.C., Dick Tracy e Corto Maltese di Hugo Pratt. Il primo numero del 1965 conteneva anche interviste di Umberto Eco a Elio Vittorini e a Oreste Del Buono. Gandini diresse Linus fino al 1972, anno in cui cedette la guida della rivista a Del Buono.
I fumetti statunitensi erano tradotti magistralmente, lavorando di cesello sui nonsense di Pogo e sulle battute dei Peanuts e del Mago di Id, sovrapponendo al linguaggio originale il linguaggio giovanile italiano.
Non soltanto editore, Giovanni Gandini coltivava una vivace passione narrativa, con un gusto innato dell'ironia e della dissacrazione. Testimoni di questa sua vena narrativa sono i suoi libri, dalla raccolta di racconti L'orso buco a Piccoli gialli, a quella di elzeviri come L'ultimo pensiero fondente. Una vena ludica, appena velata di malinconia che si rivela anche in Caffè Milano, edito da Scheiwiller nel 1987. Oltre a Linus, Gandini è stato anche editore de Il Giornalone e di Uffa.